# Platan zachodni
Platan zachodni (Platanus occidentalis L.) – gatunek drzewa z rodziny platanowatych, naturalnie występujący na wschodnim wybrzeżu Stanów Zjednoczonych.

## Morfologia
PokrójDrzewo dorastające do 40 m wysokości, o szerokiej (do 30 metrów) okrągłej koronie. W młodości o kształcie piramidalnym.
PieńSzary, z oliwkowo – żółtawymi plamami po łuszczącej się płatami korze.
LiściePłytko trzyklapowe, skrętoległe.
KwiatyRoślina jednopienna, o kwiatach rozdzielnopłciowych, okwiat o czerwonej barwie, zakwita pod koniec marca.
OwoceOrzeszki, zebrane w owocostan o wyglądzie brązowych, mechowatych kulek, rosnące pojedynczo.

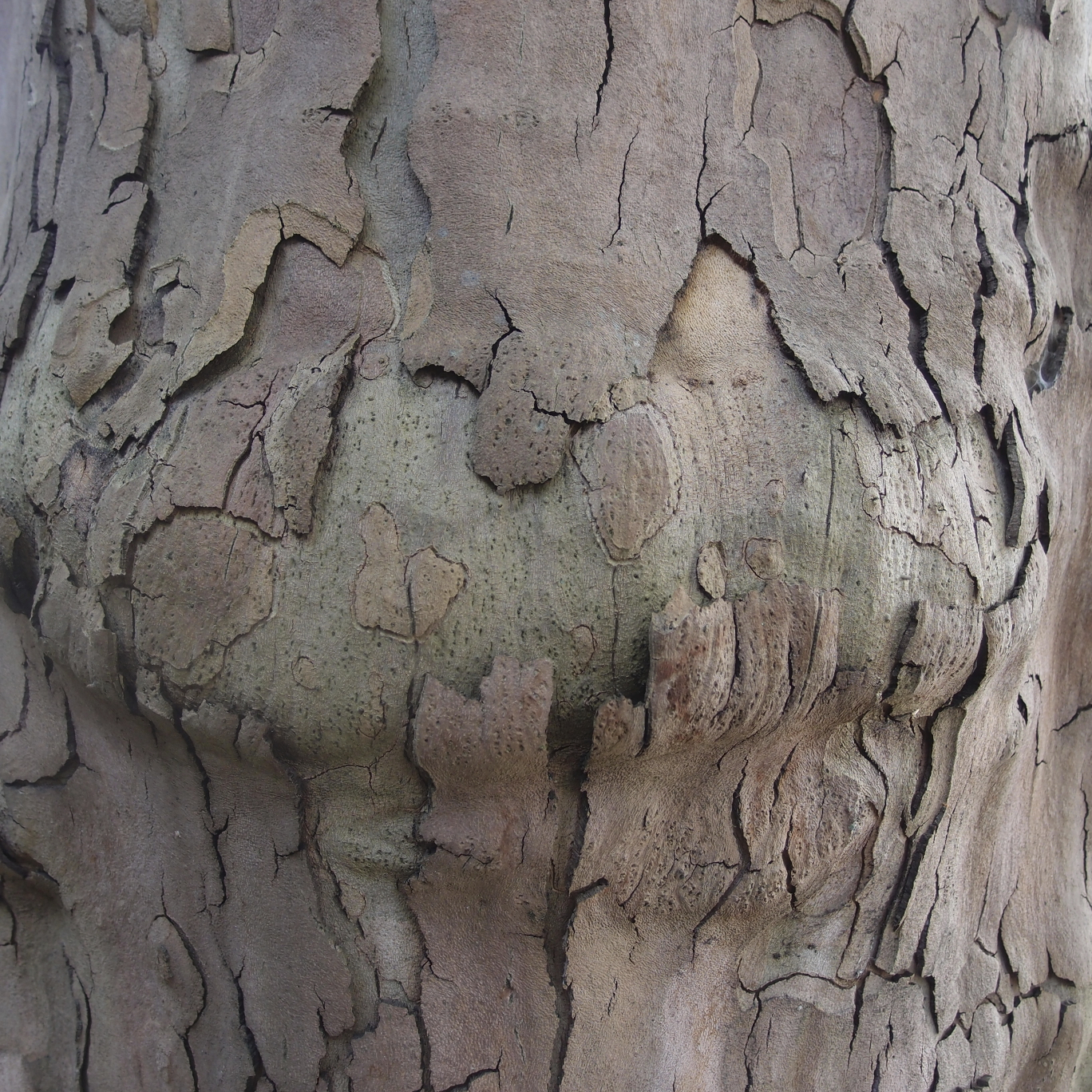
Korowina
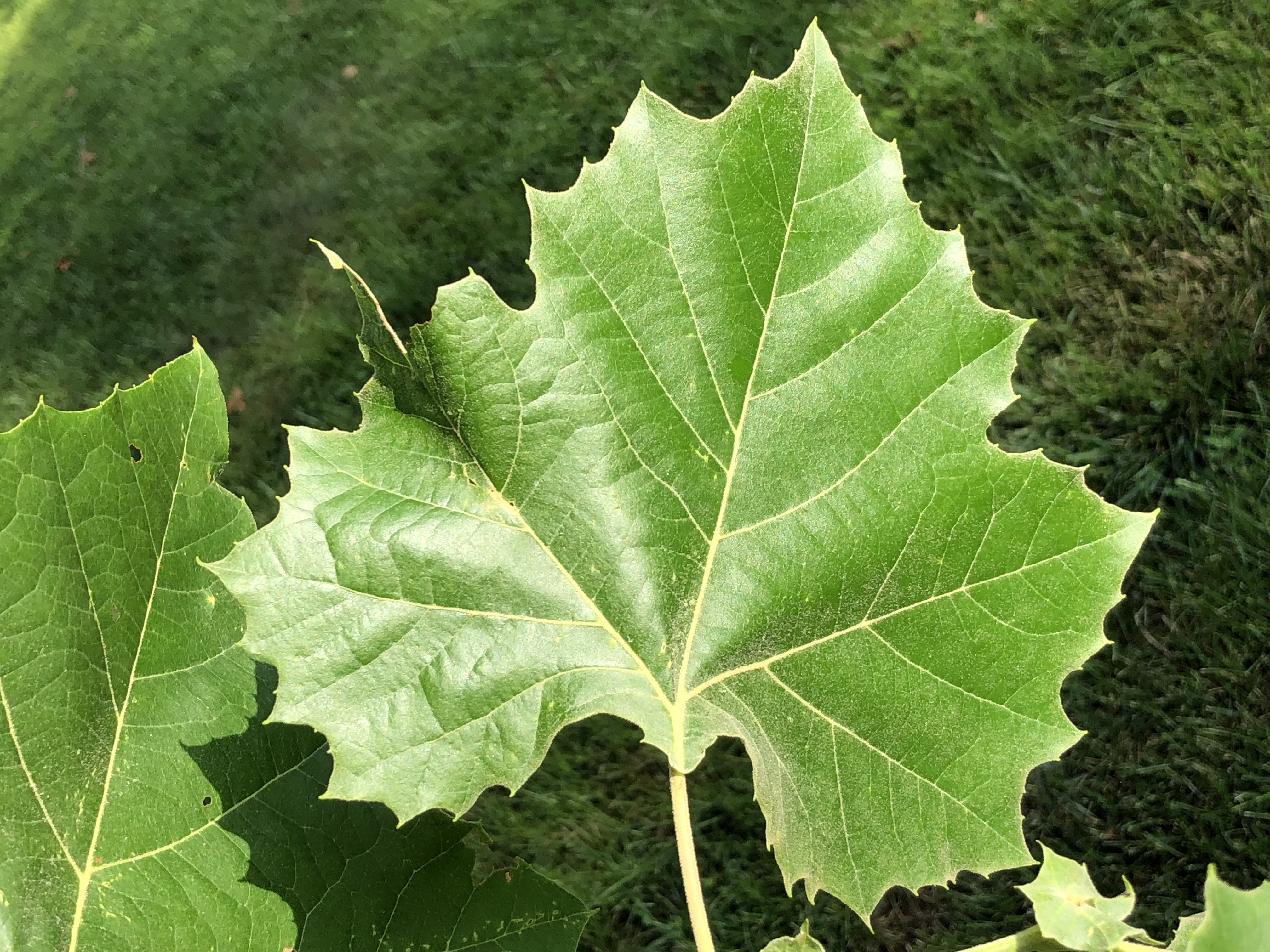
Liść
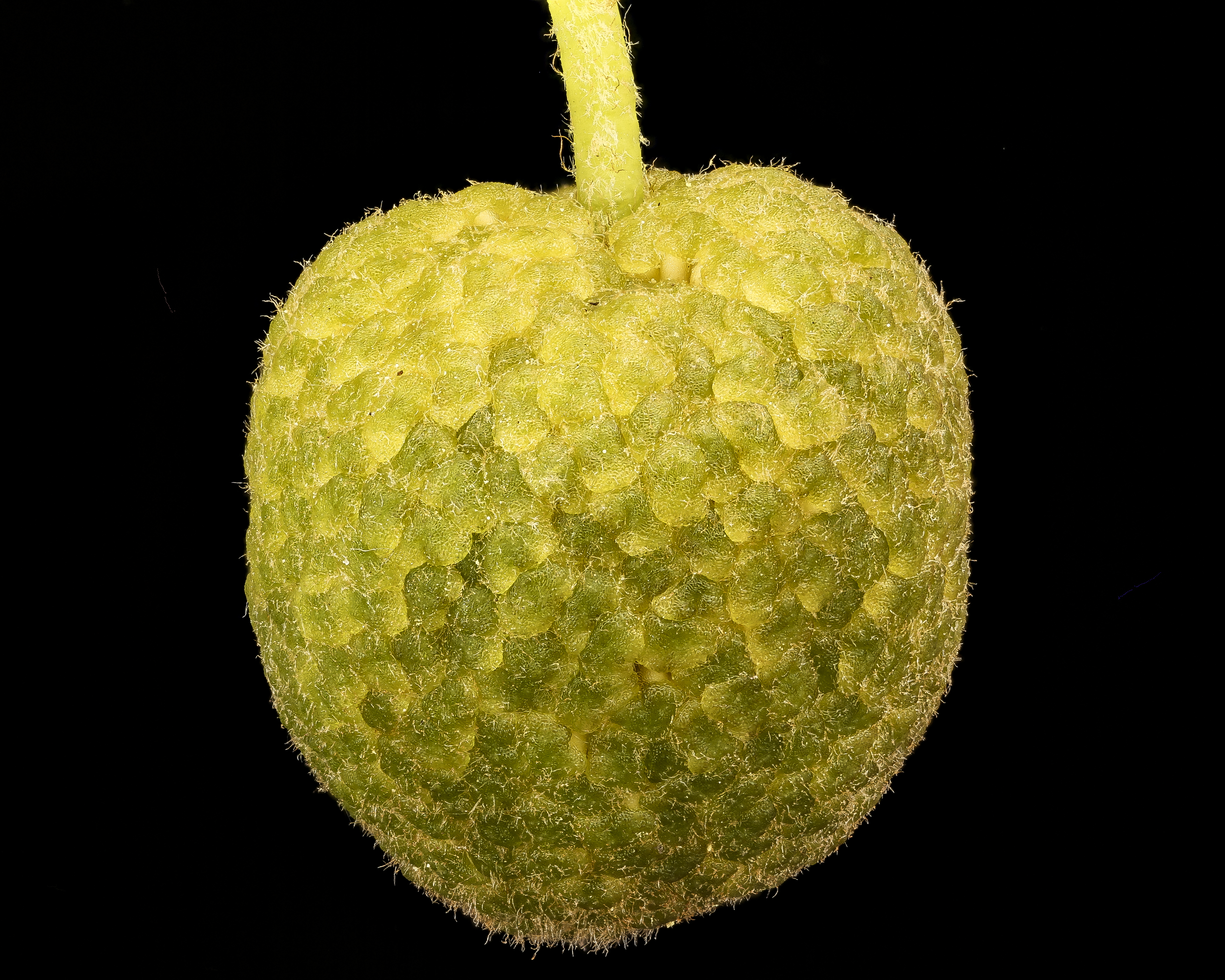
Kwiatostan
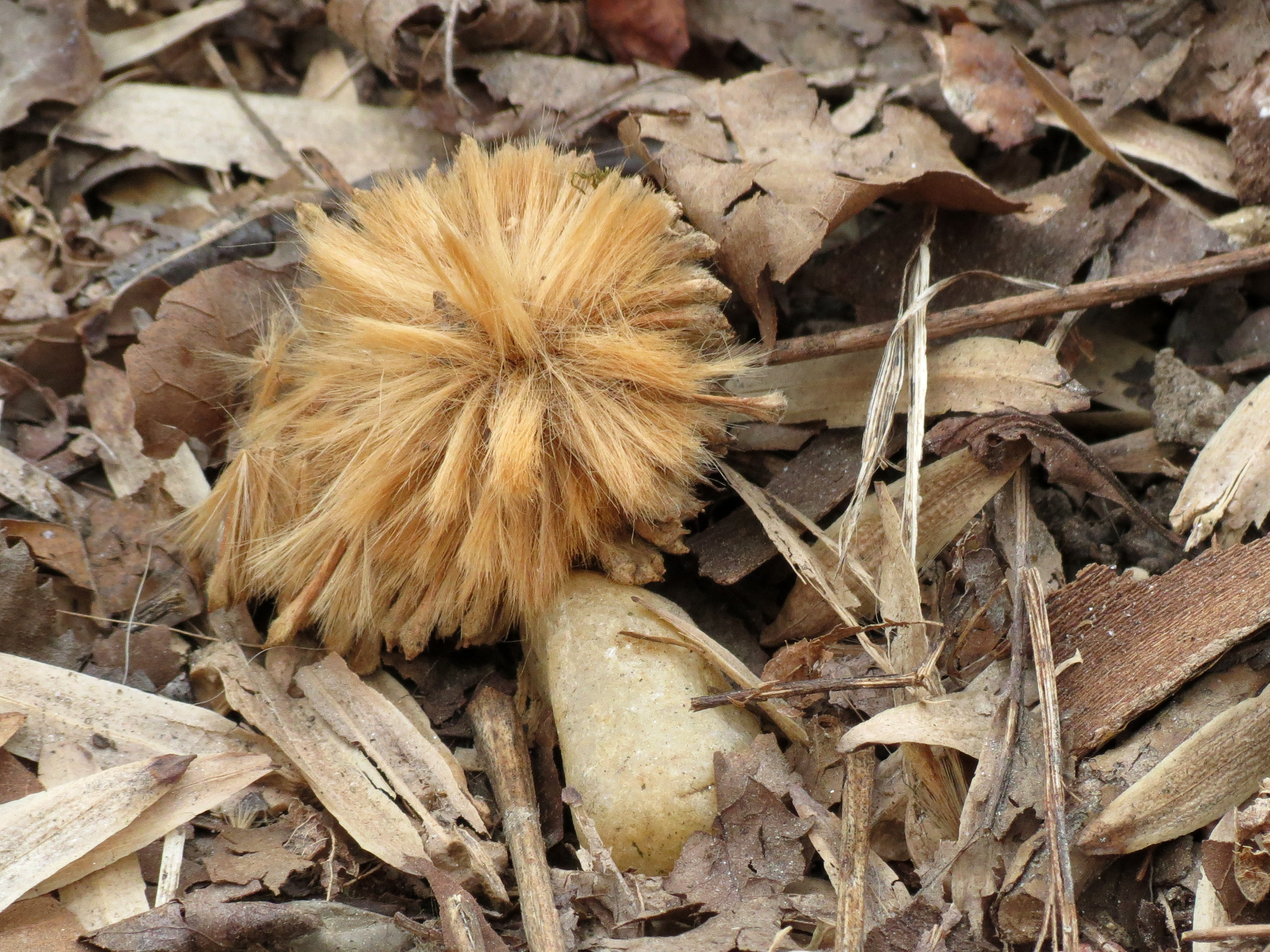
Owoce

## Zastosowanie
Dawniej uważano, że ta roślina nie nadaje się do uprawy w Polsce ze względu na przemarzanie. Obecnie wprowadzana do uprawy jako drzewo parkowe, szczególnie w zachodniej części kraju. Wymaga żyznej, w pełni przepuszczalnej gleby, miejsca o pełnym nasłonecznieniu. Znosi umiarkowane zasolenie i okresowe susze.